# Melanipa (mujer de Hípotes)
En la mitología griega (y según la versión que Diodoro Sículo dio del linaje eólida), Melanipa o Menalipe es la mujer de Hípotes, que era hijo de Mimas y este a su vez hijo de Eolo Helénida. Melanipa e Hípotes serían padres del segundo Eolo de la saga. De esta Melanipa las fuentes no nos dan su filiación.